# Giovanni Corvi
Giovanni Corvi (Aprica, 28 maggio 1898 – Cocconato, 31 dicembre 1944) è stato un antifascista italiano.

## Biografia
Giovanni Corvi è noto per essere stato l'assassino del deputato fascista Armando Casalini, ucciso il 12 settembre 1924 in un tram a Roma, per "vendicare" l'omicidio Matteotti.
Arrestato, non avendo precedenti politici, pur risultando sano di mente venne internato nel manicomio di Aversa. Nel giugno 1937 fu condannato al confino a Tremiti per quattro anni. A fine pena il 6 maggio 1941 fu trattenuto come internato.
Liberato nel settembre 1943, fu nuovamente internato nel maggio 1944, e nell'ottobre 1944 fu prelevato dai tedeschi, dopodiché si perse di lui ogni traccia. Dopo successive ricerche, presso il comune di Cocconato d'Asti è stato trovato il suo atto di morte, ivi avvenuta il 31 dicembre 1944.
Svolgeva la professione di carpentiere e, pur essendo nato in provincia di Sondrio, risiedeva a Roma. 